# The Man (film 1910)
The Man è un cortometraggio muto del 1910 diretto da David W. Griffith. Sceneggiato da Stanner E.V. Taylor e interpretato da Frank Powell, Florence Barker, Francis J. Grandon, Stephanie Longfellow e Wilfred Lucas, il film fu prodotto e distribuito dalla Biograph.

## Trama
In una zona selvaggia e isolata dove vivono un minatore e la moglie, arriva un giorno uno straniero. La donna rifocilla l'uomo, poi accetta di accompagnarlo fuori, a un picnic. Il marito sorprende i due: lo straniero, però, soffre di avvelenamento. Il minatore lo porta nella capanna in attesa che l'altro riprenda le forze. Appena guarisce, l'uomo offeso prende il rivale, lo porta nel cortile e gli spara. Poi, scorta la moglie fuori di casa e la lascia vicino al cadavere dello straniero.

## Produzione
Il film fu prodotto dalla Biograph Company. Fu girato in California, nella Sierra Madre

## Distribuzione
Distribuito dalla Biograph Company, il film - un cortometraggio in una bobina - uscì nelle sale cinematografiche statunitensi il 17 marzo 1910. Il copyright del film, richiesto dalla Biograph, fu registrato il 22 marzo 1910 con il numero J139354.